# Михелбах (Вестервалд)
Михелбах (њем. Michelbach) општина је у њемачкој савезној држави Рајна-Палатинат. Једно је од 119 општинских средишта округа Алтенкирхен (Вестервалд). Према процјени из 2010. у општини је живјело 588 становника. Посједује регионалну шифру (AGS) 7132070.

## Географски и демографски подаци
Михелбах се налази у савезној држави Рајна-Палатинат у округу Алтенкирхен (Вестервалд). Општина се налази на надморској висини од 230 метара. Површина општине износи 4,4 km². У самом мјесту је, према процјени из 2010. године, живјело 588 становника. Просјечна густина становништва износи 133 становника/km².

## Међународна сарадња
| Мјесто | Држава    | Врста сарадње | Од    |
| ------ | --------- | ------------- | ----- |
|        | Француска | партнерство   | 1972. |
|        | Пољска    | партнерство   | 2000. |
|        | Пољска    | контакт       | 2000. |
|        | Пољска    | контакт       | 1996. |
| Извор  |           |               |       |